# Christophe Masson
Christophe Masson (Sint-Omaars, 6 september 1985) is een Frans wielrenner die anno 2018 rijdt voor WB Aqua Protect Veranclassic.

## Carrière
Zowel in 2015 als in 2016 werd Masson zevende in Parijs-Mantes-en-Yvelines. Daarnaast werd hij in 2016 onder meer achttiende in de Circuit de Wallonie en zesde in de UAE Cup.
In 2017 werd hij prof bij WB Veranclassic Aqua Protect. In zijn eerste jaar als prof werd hij onder meer dertiende in Parijs-Bourges.

## Resultaten in voornaamste wedstrijden
|      | \| Jaar \| Gent-Wevelgem \| Luik-Bast.‑Luik \| Parijs-Tours \| Waalse Pijl \| \| ---- \| ------------- \| --------------- \| ------------ \| ----------- \| \| 2017 \| 111e \| 124e \| \| 100e \| \| 2018 \| \| opgave \| \| opgave \| \| 2019 \| \| \| opgave \| \| |                 |              |             |
| Jaar | Gent-Wevelgem | Luik-Bast.‑Luik | Parijs-Tours | Waalse Pijl |
| 2017 | 111e | 124e            |              | 100e        |
| 2018 | | opgave          |              | opgave      |
| 2019 | |                 | opgave       |             |

## Ploegen
- 2007 –  Continental Cycling Team Differdange
- 2008 –  Differdange-Apiflo Vacances
- 2016 –  Veranclassic-Ago (vanaf 15-7)
- 2017 –  WB Veranclassic Aqua Protect
- 2018 –  WB Aqua Protect Veranclassic

De Winter · Delfosse · Dernies · Deruette · Duquennoy · Habeaux · Ista · Jans · Jules · Kirsch · Masson · Naesen · Pardini · Peyskens · Robeet · Spengler · Stassen · Vantomme · Warnier · Mortier (stagiair) · Taminiaux (stagiair)
De Winter · Dehaes · Delfosse · Deruette · Duquennoy · Habeaux · Ista · Jules · Kirsch · Lietaer · Masson · Mortier · Peyskens · Robeet · Six · Spengler · Stassen · Vantomme · Warnier